# The Celebrity Apprentice (Australie)
Pour les articles homonymes, voir The Apprentice.
The Celebrity Apprentice Australie est une émission australie de téléréalité, basé sur The Celebrity Apprentice avec Donald Trump, créé par Mark Burnett et diffusée sur NBC. Elle est la version célébrités de The Apprentice.
Elle a été animée par Mark Bourris de 2011 à 2015, et par Lord Alan Sugar en 2021.

## Panel du jury
| Juges                | Saisons     | Saisons     | Saisons     | Saisons     | Saisons     |
| Juges                | 1           | 2           | 3           | 4           | 5           |
| Actuels              | Actuels     | Actuels     | Actuels     | Actuels     | Actuels     |
| -------------------- | ----------- | ----------- | ----------- | ----------- | ----------- |
| Lord Alan Sugar      |             |             |             |             | PDG         |
| Lorna Jane Clarkson  |             |             |             |             | Conseillère |
| Janine Allis         |             |             |             |             | Conseillère |
| Anciens              |             |             |             |             |             |
| Mark Bouris          | PDG         | PDG         | PDG         | PDG         |             |
| David Reyne          |             | Conseiller  | Conseiller  | Conseiller  |             |
| Kerri-Anne Kennerley |             |             |             | Conseillère |             |
| Shelley Barrett      |             |             |             | Conseillère |             |
| Andrew Daddo (en)    | Narrateur   |             |             |             |             |
| Dan Bouris           | Conseiller  | Conseiller  | Conseiller  |             |             |
| Deborah Thomas       | Conseillère | Conseillère | Conseillère |             |             |

## Saisons

### Saison 2 (2012)
| Candidat         | Occupation                                                        | Arrivée épisode | Départ épisode | Résultat  |
| ---------------- | ----------------------------------------------------------------- | --------------- | -------------- | --------- |
| Ian Dickson      | Personnalité médiatique                                           | 1               | 8              | Vainqueur |
| Nathan Joliffe   | Vedette de télévision                                             | 1               | 8              | Finaliste |
| Lauryn Eagle     | Boxeuse                                                           | 1               | 8              | Virée     |
| Ben Dark         | Animateur de télévision                                           | 1               | 8              | Viré      |
| Vince Sorrenti   | Comique                                                           | 1               | 7              | Viré      |
| Charlotte Dawson | Personnalité de télévision                                        | 1               | 7              | Virée     |
| Jason Akermanis  | Joueur de football australien                                     | 1               | 6              | Viré      |
| Patti Newton     | Artiste musicale                                                  | 1               | 5              | Virée     |
| Tania Zaetta     | Actrice                                                           | 1               | 4              | Virée     |
| David Hasselhoff | Acteur américain et personnalité médiatique                       | 1               | 3              | Abandon   |
| Marion Grasby    | Cuisinière et entrepreneur culinaire thaïlandaise et australienne | 1               | 2              | Virée     |
| Fiona O'Loughlin | Comédienne et comique                                             | 1               | 1              | Virée     |

- David a participé à Dancing with the Stars en 2010, et à Promi Big Brother en 2013.

### Saison 5 (2021)
| Candidat               | Occupation                                               | Arrivée épisode | Départ épisode | Résultat  |
| ---------------------- | -------------------------------------------------------- | --------------- | -------------- | --------- |
| Shaynna Blaze          | Designer et juge de The Block                            | 1               | 12             | Vainqueur |
| Ross Noble             | Comédien britannique                                     | 1               | 12             | Finaliste |
| Martha Kalifatidis     | Vedette de télévision                                    | 1               | 11             | Virée     |
| Josh Gibson            | Joueur de football australien                            | 4               | 11             | Viré      |
| Michael "Wippa" Wipfli | Animateur radio                                          | 1               | 10             | Viré      |
| Camilla Franks         | Créatrice de mode                                        | 1               | 9              | Virée     |
| Scherri-Lee Biggs      | Miss Universe Australia 2011 et mannequin                | 4               | 8              | Virée     |
| David Genat            | Mannequin et vainqueur de Australian Survivor: All Stars | 1               | 7              | Viré      |
| The Veronicas          | Groupe de musique                                        | 1               | 6              | Virées    |
| Michelle Bridges       | Coach sportif                                            | 1               | 6              | Virée     |
| Anthony Callea         | Chanteur                                                 | 1               | 4              | Viré      |
| Olivia Vivian          | Gymnaste                                                 | 1               | 3              | Virée     |
| Rob Shehadie           | Acteur, écrivain et humoriste                            | 1               | 2              | Viré      |
| Alex Hayes             | Influencer et surfer                                     | 1               | 1              | Viré      |

- Anthony a participé à Australian Idol 2 en 2004, et à I'm a Celebrity… Get Me Out of Here! 2 en 2016.